# Katie Zaferes
Katie Zaferes (Hampstead (Maryland), 9 de junho de 1989) é uma triatleta profissional estadunidense. 

## Carreira

### Rio 2016
Katie Zaferes disputou os Jogos do Rio 2016, terminando em 18º lugar com o tempo de 2:00:55. 